# 虎尾 (电影)
《虎尾》（英語：Tigertail）是一部2020年的美国剧情片，由杨维榕导演，李鸿其、马泰、葛晓洁、司徒颂曦、方宥心、李坤珏、傅雅南、楊貴媚、詹姆斯·齐藤和陈冲出演。影片定于2020年4月10日在Netflix上线。片名出自杨维榕的老家台湾云林县虎尾镇。

## 梗概
在台湾度过了苦涩的童年后，品瑞抛弃了他的爱人和深爱的家庭，与一位素未谋面的女人冒险前往美国展开新生活。品瑞一生都在回眸这个决定，有时觉得自己有点固执，尤其是看到女儿安琪拉也成了一位跟自己一样固执的女性。格罗夫和安琪拉并不觉得他们有多么相像，但经历过遗憾和失败后，尝到了继续生活的甜蜜后，他们最终理解了彼此。

## 演员
- 马泰 飾 品瑞(Grover)(老年)
- 李鴻其 飾 品瑞(Grover)(青年)
- 李坤珏 飾 真真(青年)
- 傅雅南 飾 真真(中年)
- 葛晓洁 飾 Angela(品瑞和真真的女兒)
- 司徒颂曦 飾 Eric，Angela的丈夫
- 方宥心 飾 阿媛(青年)
- 陈冲 飾 阿媛(老年)
- 车倩文 飾 裴晶
- 杰西卡·戈麦斯
- 瑪歌·冰咸 飾 Lara(拉拉)
- 楊貴媚 飾 品瑞的母親
- 潘麗麗 飾 品瑞的外婆
- 陳慕義 飾 廠長(真真的父親)
- 詹姆斯·齐藤（英语：James Saito） 饰 Hank

## 制作
2018年5月，杨维榕透露正参与Netflix电影《虎尾》的编剧和導演工作。2018年8月，赵约翰、葛晓洁、李坤珏和司徒颂曦加入剧组。2018年9月，陈冲、李鴻其、方宥心、傅雅南、瑪歌·冰咸、楊貴媚和詹姆斯·齐藤加入剧组。2019年2月，杰西卡·戈麦斯在Instagram宣布加入剧组。
主体摄影于2018年8月27日在纽约和台湾展开。在后期制作中，赵约翰的戏份被剪。

## 取景
關於台灣取景方面，除了桃園國際機場外，在雲林縣虎尾鎮的取景地點有虎尾糖廠、惠來示範公墓、虎尾建國二村等，主要出現在影片後段之中。

## 发行
影片定于2020年4月10日在Netflix上线。

## 评价
烂番茄评论29条，新鲜度72%。网站共识写道：“《虎尾》讲述的是美国移民的经历，虽然情节曲折，但却很有启发性，它让我们得以一窥美国移民的真实经历。”Metacritic评论14条，平均分65/100，表示“普遍好评”。